# Роланд Андерссон
Роланд Андерссон (швед. Roland Andersson; нар. 25 листопада 1950, Мальме) — шведський футболіст, що грав на позиції захисника. По завершенні ігрової кар'єри — тренер.
Більшу частину кар'єру провів у «Мальме», з яким став чотириразовим чемпіоном і володарем Кубка Швеції, а також фіналістом Кубка європейських чемпіонів та Міжконтинентального кубка. Крім цього грав за національну збірну Швеції, у складі якої був учасником чемпіонату світу 1978 року.

## Клубна кар'єра
У дорослому футболі дебютував 1968 року виступами за команду клубу «Мальме», в якій провів сім сезонів, взявши участь у 146 матчах чемпіонату. Більшість часу, проведеного у складі «Мальме», був основним гравцем захисту команди і за цей час він виграв з клубом три титули чемпіона Швеції (1970, 1971, 1974) та два національних Кубка (1973, 1974).
Протягом сезонів 1975 і 1976 років захищав кольори «Юргордена».
На початку 1977 року повернувся до «Мальме», за який відіграв ще сім сезонів. В перший же рік він виграв шведський чемпіонат з командою, а у 1979 та 1980 роках ставав володарем Кубка Швеції. У сезоні 1978/79 «Мальме» дійшов до фіналу Кубка чемпіонів, де поступився англійському «Ноттінгем Форест». Це найвище досягнення шведського клубного футболу. Крім того, оскільки «Ноттінгем» відмовився від участі у Міжконтинентальному кубку, його місце зайняв «Мальме», поступившись парагвайській «Олімпії». Андерсон взяв участь в обох турнірах. Завершив професійну кар'єру футболіста виступами за команду «Мальме» у 1983 році, зігравши за клуб 299 матчів у чемпіонаті Швеції, забивши шість голів. За кількістю ігор у лізі за «Мальме» він зайняв 5-те місце за всю історію клубу. Всього на рахунку Роланда Андерсона 564 гри і 13 голів у складі «Мальме» в різних турнірах.

## Виступи за збірну
8 серпня 1974 року дебютував в офіційних іграх у складі національної збірної Швеції в матчі чемпіонату Північної Європи проти збірної Норвегії у Гетеборзі.
У складі збірної був учасником чемпіонату світу 1978 року в Аргентині, але на поле не виходив, а його збірна не вийшла з групи. Всього протягом кар'єри у національній команді, яка тривала 5 років, провів у формі головної команди країни 18 матчів.

## Кар'єра тренера
Після завершення кар'єри в 1983 році очолив молодіжну команду рідного «Мальме». Згодом працював головним тренером саудівського «Аль-Іттіхада» та шведського «Лундса».
1991 року повернувся до «Мальме», де став асистентом Боба Гафтона. Потім разом з Гафтоном Роланд повернувся в «Аль-Іттіхад», а з 1994 року знову став асистентом у «Мальме», цього разу в штабі Рольфа Зеттерлунда.
1995 року Андерссон став головним тренером команди «Катар СК», де пропрацював два сезони, а потім рік очолював швейцарський «Янг Бойз».
1998 року повернувся до Швеції та став головним тренером «Мальме». Під керівництвом Андерссона за клуб дебютував на дорослому рівні молодий Златан Ібрагімович у сезоні 1999 року, втім команда виступила невдало і вилетіла з вищого дивізіону, після чого Роланда було звільнено.
У 2002 році він повернувся на Близький Схід, на цей раз в Емірати і працював з клубом «Аль-Шааб».
У 2004 році він став помічником Ларса Лагербека у збірній Швеції. За цей час шведська збірна двічі виходила на чемпіонати Європи (2004 та 2008) і одного разу на чемпіонат світу. Втім після невдалої спроби кваліфікуватись на чемпіонат світу 2010 року, Андерссон і Лагербек покинули команду в жовтні 2009 року. Натомість обидва фахівці разом перейшли на роботу у збірну Нігерії, з якою все ж поїхали на чемпіонат світу 2010 року. Після турніру обидва покинули африканську команду. Крім цього Андерссон допомагав і іншому співвітчизнику — Свену-Йорану Ерікссону, спочатку у збірній Англії на чемпіонаті світу 2002 року, а потім і в «Манчестер Сіті».

## Титули і досягнення
- Чемпіон Швеції (4):

«Мальме»: 1970, 1971, 1974, 1977
- Володар Кубка Швеції (4):

«Мальме»: 1972-73, 1973-74, 1977-78, 1979-80